# 29 grudnia
29 grudnia jest 363. (w latach przestępnych 364.) dniem w kalendarzu gregoriańskim. Do końca roku pozostaje 2 dni.

## Święta
- Imieniny obchodzą: Dawid, Domaradz, Dominik, Ebrulf, Ekhard, Gerard, Gerarda, Gosław, Honorat, Jonatan, Krescencjusz, Krescens, Krescenty, Marceli, Marcin, Prymian, Radowit, Saturnin, Tadea, Tomasz, Trofim i Wiktor.
- Wspomnienia i święta w Kościele katolickim[1][2] obchodzą:
  - św. Dawid (król Izraela i prorok)
  - św. Tomasz Becket (męczennik)
  - św. Trofim (uczeń św. Pawła)
  - św. Trofim z Arles

## Wydarzenia w Polsce
- 1443 – Król Władysław Warneńczyk wydał w Budzie akt lokacyjny oparty na prawie średzkim dla osady Koniecpol.
- 1478 – Wojna o sukcesję głogowską: rozpoczęły się rokowania pokojowe w Fürstenbergu nad Odrą.
- 1577 – Podkanclerzy koronny Jan Zamoyski poślubił swoją drugą żonę Krystynę Radziwiłłównę oraz złożył u Jana Kochanowskiego zamówienie na napisanie Odprawy posłów greckich.
- 1591 – Skonfiktowany z ruskim magnatem kresowym Januszem Ostrogskim hetman kozacki Krzysztof Kosiński napadł na jego dwór w Białej Cerkwi. Prywatny zatarg przeistoczył się wkrótce w rebelię kozacko-chłopską, od nazwiska przywódcy nazwaną powstaniem Kosińskiego.
- 1655 – Potop szwedzki: polska szlachta zawiązała antyszwedzką konfederację tyszowiecką.
- 1664 – Sąd sejmowy skazał na karę śmierci, konfiskatę dóbr i utratę stanowisk hetmana i marszałka wielkiego koronnego Jerzego Sebastiana Lubomirskiego, oskarżonego o podburzanie szlachty przeciwko królowi Janowi Kazimierzowi, próbę przejęcia władzy, zdradę stanu i przekupstwa.
- 1830 – Dyktator powstania listopadowego gen. Józef Chłopicki powołał Komisję Rozpoznawczą, która miała się zajmować osobami podejrzanymi o szpiegostwo na rzecz Rosji.
- 1920 – Podniesiono banderę na kanonierce ORP „Komendant Piłsudski”.
- 1926 – Utworzono przedsiębiorstwo Żegluga Polska z siedzibą w Gdyni.
- 1928 – Założono przedsiębiorstwo Linie Lotnicze LOT spółka z o.o.
- 1929:
  - Kazimierz Bartel został premierem RP.
  - Władysław Sołtan został przewodniczącym ZHP.
- 1942 – Niemcy dokonali pacyfikacji wsi Białowola na Zamojszczyźnie, mordując 51 mieszkańców.
- 1944:
  - Zburzenie Warszawy: zakończono wysadzanie w powietrze Pałacu Saskiego (27-29 grudnia).
  - Z powodu niestawienia się na spotkanie osoby odpowiedzialnej za dostarczenie ładunków wybuchowych nie doszedł do skutku planowany przez oddział AK zamach bombowy na mieszkanie Bolesława Bieruta w Lublinie.
- 1961 – Premiera filmu psychologicznego Zuzanna i chłopcy w reżyserii Stanisława Możdżeńskiego.
- 1962 – Wydano pierwszy tom Wielkiej Encyklopedii Powszechnej PWN.
- 1967 – Jerzy Majewski został przewodniczącym Prezydium Rady Narodowej Miasta Stołecznego Warszawy.
- 1977 – Prezydent USA Jimmy Carter rozpoczął oficjalną wizytę w Polsce.
- 1987 – Polska przystąpiła do Międzynarodowej Korporacji Finansowej.
- 1988 – Wystartowała Telegazeta TVP.
- 1989 – Sejm kontraktowy przyjął ustawę o zmianie Konstytucji PRL, na mocy której m.in. zmieniono nazwę państwa z Polska Rzeczpospolita Ludowa na Rzeczpospolita Polska i przywrócono koronę orłu białemu w Godle Polski.
- 1990 – I wojna w Zatoce Perskiej: w porcie wojennym na Oksywiu pożegnano okręty polskiej Marynarki Wojennej ORP „Wodnik” (szpitalny) i ORP „Piast” (ratowniczy), udające się w rejon konfliktu z misją humanitarną.
- 1992 – Sejm RP przyjął ustawę o radiofonii i telewizji.
- 2005:
  - Janusz Kurtyka został szefem Instytutu Pamięci Narodowej.
  - W Skorogoszczy w gminie Lewin Brzeski (województwo opolskie) wyłączono ostatnią w kraju analogową centralę telefoniczną, obsługującą 600 abonentów.
- 2006 – Otwarto stację metra warszawskiego Marymont.
- 2016 – Fundacja Książąt Czartoryskich sprzedała za 100 mln euro Skarbowi Państwa całą kolekcję Muzeum Książąt Czartoryskich w Krakowie wraz z budynkami muzealnymi. Wśród 86 tysięcy eksponatów znajdują się obrazy Dama z gronostajem Leonarda da Vinci i Krajobraz z miłosiernym Samarytaninem Rembrandta, a wśród 250 tysięcy książek, starodruków i rękopisów m.in. rękopis Jana Długosza oraz oryginał aktu unii polsko-litwskiej. Jest to największy zakup dzieł sztuki w powojennej historii Polski.

## Wydarzenia na świecie

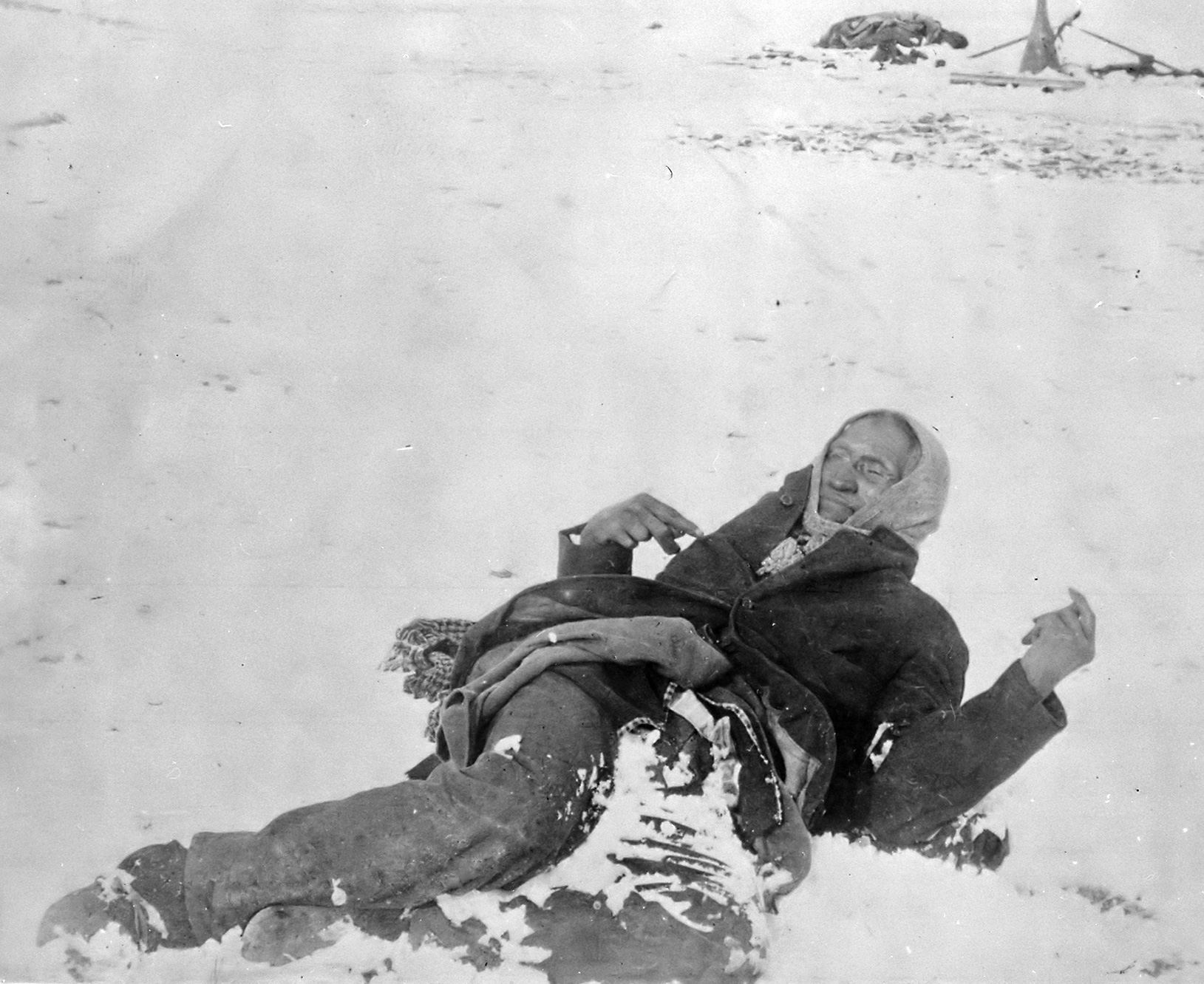
Martwy wódz Lakotów Wielka Stopa po masakrze nad Wounded Knee (1890)

- 875 – Karol II Łysy został koronowany na cesarza rzymskiego.
- 1170 – Na polecenie króla Anglii Henryka II Plantageneta został zamordowany arcybiskup Canterbury Tomasz Becket.
- 1226 – Katedra w Brunszwiku otrzymała swe trzecie wezwanie – św. Tomasza Becketa.
- 1252 – Legat papieski kardynał Hugues de Saint-Cher nakazał rozszerzenie obchodów święta Bożego Ciała na terenie podległej mu prowincji południowej Germanii.
- 1295 – Weilburg w Hesji uzyskał prawa miejskie.
- 1427 – Podpisano traktat pokojowy kończący zwycięskie antychińskie powstanie Lê Lợia w Wietnamie.
- 1452 – Do Rzymu z zamiarem zorganizowania spisku w celu obalenia papieża Mikołaja V powrócił z wygnania Stefano Porcari. Spisek został wykryty, a jego uczestników skazano na śmierć i powieszono.
- 1489 – Rekonkwista: Almería została zdobyta przez wojska katolickie i wyjęta spod panowania Emiratu Grenady.
- 1503 – II wojna włoska: zwycięstwo wojsk hiszpańskich nad francuskimi w bitwie pod Gargliano.
- 1529 – Założono miasto Tizapán el Alto w Meksyku.
- 1605 – Angielski żeglarz i odkrywca John Davis został zamordowany przez japońskich piratów w Cieśninie Malakka.
- 1674 – Wojna Francji z koalicją hiszpańsko-austriacko-lotaryńską: zwycięstwo wojsk francuskich w bitwie pod Miluzą.
- 1720 – Założono najstarszą, działającą nieprzerwanie do dziś, kawiarnię Caffè Florian w Wenecji.
- 1721 – Rozpoczęła się francuska okupacja Mauritiusa.
- 1731 – Jakub I Grimaldi został księciem Monako.
- 1733 – Wojna o sukcesję polską: wojska francusko-sabaudzkie zdobyły zamek w Mediolanie.
- 1778 – Wojna o niepodległość Stanów Zjednoczonych: wojska brytyjskie zdobyły Savannah w Georgii.
- 1789 – Wybuchła III wojna Brytyjczyków z królestwem Majsur (Indie).
- 1798 – Została założona Wojskowa Akademia Medyczna im. S.M. Kirowa w Petersburgu (jako Akademia Medyko-Chirurgiczna).
- 1808 – Wojny napoleońskie w Hiszpanii i Portugalii: zwycięstwo wojsk brytyjskich nad francuskimi w bitwie pod Benavente.
- 1812 – Wojna brytyjsko-amerykańska: amerykańska fregata USS „Constitution” zatopiła na południowym Oceanie Atlantyckim płynącą do Indii brytyjską fregatę HMS „Java”.
- 1813 – Wojna brytyjsko-amerykańska: żołnierze brytyjscy spalili Buffalo w stanie Nowy Jork.
- 1818 – Jean-Joseph Dessolles został premierem Królestwa Francji.
- 1823 – Przyjęto konstytucję Chile.
- 1825 – Antonio José de Sucre został prezydentem Boliwii.
- 1835 – Niewielka grupa Czirokezów podpisała z przedstawicielami władz amerykańskich niekorzystny dla całego plemienia traktat z New Echota.
- 1845 – Dotychczasowa niepodległa Republika Teksasu przystąpiła jako 28. stan do Unii.
- 1847 – Papież Pius IX zniósł kardynalską Kongregację Dobrego Rządu.
- 1860 – Został zwodowany pierwszy brytyjski pancernik HMS „Warrior”.
- 1874 – Alfons XII Burbon został królem Hiszpanii (restauracja monarchii).
- 1876 – 92 osoby zginęły, a 56 zostało rannych w wyniku runięcia mostu wraz z przejeżdżającym po nim pociągiem pod Ashtabula w amerykańskim stanie Ohio.
- 1877 – Uruchomiono komunikację tramwajową we francuskim Rouen.
- 1890 – Wojsko amerykańskie dokonało masakry Dakotów nad strumieniem Wounded Knee.
- 1895 – Rozpoczął się rajd zbrojny policjantów z Rodezji i Beczuany przeciwko Republice Południowoafrykańskiej.
- 1900 – W São Paulo założono klub piłkarski CA Paulistano.
- 1901 – Podczas V Kongresu Syjonistycznego w szwajcarskiej Bazylei powołano Żydowski Fundusz Narodowy, który gromadził środki finansowe na zakup ziemi oraz zasiedlenie Palestyny.
- 1905 – Założono francuski klub piłkarski AJ Auxerre.
- 1911:
  - Mongolia uzyskała niepodległość (od Mandżurii).
  - Sun Jat-sen został pierwszym prezydentem Republiki Chińskiej.
- 1912 – W stolicy Uzbekistanu Taszkencie wyjechał na trasę pierwszy tramwaj elektryczny.
- 1915 – I wojna światowa: strategiczne zwycięstwo Ententy nad flotą austro-węgierską w bitwie morskiej pod Durazzo (28-29 grudnia).
- 1918 – Wojska czechosłowackie zajęły zamieszkane w większości przez Węgrów Koszyce.
- 1920 – Zakończyła się polska okupacja części terytoriów Mołdawii.
- 1921 – William Lyon Mackenzie King został premierem Kanady.
- 1924 – W San José oddano do użytku Stadion Narodowy Kostaryki.
- 1931:
  - Amerykański botanik Cyrus Lundell odkrył z powietrza Calakmul, jedno z największych starożytnych miast Majów na Jukatanie w Meksyku.
  - Amerykański chemik Harold Clayton Urey ogłosił odkrycie ciężkiej wody.
- 1933:
  - Premiera amerykańskiego filmu muzycznego Karioka w reżyserii Thorntona Freelanda.
  - Premier Rumunii Ion Duca został zamordowany w mieście Sinaia przez członków faszystowskiej Żelaznej Gwardii.
  - W Meksyku ustanowiono Order Orła Azteckiego.
- 1936 – Hiszpańska wojna domowa: zwycięstwem wojsk nacjonalistycznych zakończyła się bitwa pod Loperą (27-29 grudnia).
- 1937 – Wolne Państwo Irlandzkie przyjęło konstytucję republikańską i tym samym przestało uznawać zwierzchnictwo króla brytyjskiego.
- 1939:
  - Dokonano oblotu amerykańskiego bombowca Consolidated B-24 Liberator.
  - Premiera amerykańskiego filmu kostiumowego Dzwonnik z Notre Dame w reżyserii Williama Dieterlego.
- 1940 – Luftwaffe dokonała nalotu na Londyn z wykorzystaniem bomb zapalających, co wywołało największy pożar miasta od 1666 roku.
- 1941 – Front wschodni: po odbiciu portu Teodozja na Krymie żołnierze radzieccy wymordowali około 160 pacjentów szpitala polowego Wehrmachtu.
- 1944:
  - Bitwa o Atlantyk: na kanale La Manche kanadyjska korweta HMCS „Calgary” zatopiła bombami głębinowymi niemiecki okręt podwodny U-322 wraz z całą, 52-osobową załogą.
  - Front wschodni: wojska 2. i 3. Frontu Ukraińskiego rozpoczęły półtoramiesięczne oblężenie Budapesztu.
- 1945:
  - Siergiej Krugłow zastąpił Ławrientija Berię na stanowisku szefa NKWD.
  - Utworzono Nową Gwineę Holenderską.
- 1947 – Wojna domowa w Mandacie Palestyny: 15 osób zginęło w zamachu przeprowadzonym przez żydowską organizację Irgun na kawiarnię przy Bramie Damasceńskiej w Jerozolimie.
- 1953 – Joseph Bech został premierem Luksemburga.
- 1955 – 13-letnia Barbra Streisand nagrała swoją pierwszą piosenkę You’ll Never Know.
- 1959 – Otwarto pierwszą linię lizbońskiego metra.
- 1964 – Giuseppe Saragat został prezydentem Włoch.
- 1971:
  - Giovanni Leone został prezydentem Włoch.
  - W reakcji na żądanie premiera Malty Doma Mintoffa zapłaty 11 milionów dolarów za dalsze użytkowanie bazy morskiej i dwóch tamtejszych lotnisk przez Wielką Brytanię, rzecznik brytyjskiego Ministerstwa Obrony ogłosił, że wycofuje ona 3500 żołnierzy i zamyka po 170 latach swoje bazy na wyspie.
- 1972:
  - 101 osób zginęło, a 75 zostało rannych w katastrofie samolotu Lockheed L-1011 TriStar należącego do Eastern Airlines na bagnach Parku Narodowego Everglades na Florydzie.
  - Podpisano Konwencję londyńską o zapobieganiu zanieczyszczaniu mórz.
- 1975 – 11 osób zginęło, a 74 zostały ranne w wybuchu bomby podłożonej przez nieznanych sprawców na lotnisku LaGuardia w Nowym Jorku.
- 1976 – W mieście Nabierieżnyje Czełny (Tatarstan) otwarto zakłady produkujące samochody ciężarowe KAMAZ.
- 1981 – Otwarto Port lotniczy Singapur-Changi.
- 1983 – Odbył się ślub księżniczki Monako Karoliny Grimaldi z włoskim biznesmenem Stefano Casiraghim.
- 1987 – Radziecki kosmonauta Jurij Romanienko powrócił na Ziemię po spędzeniu rekordowych 326 dni na pokładzie stacji kosmicznej Mir.
- 1989:
  - Indeks Nikkei na Tokijskiej Giełdzie Papierów Wartościowych osiągnął rekordowy w historii wskaźnik 38 957,44 pkt.
  - Václav Havel został prezydentem Czechosłowacji.
- 1990 – Johan Kraag został prezydentem Surinamu.
- 1991 – Islom Karimov został prezydentem Uzbekistanu.
- 1992:
  - Fernando Collor de Mello ustąpił z funkcji prezydenta Brazylii po oskarżeniu go o korupcję. Jego miejsce zajął dotychczasowy wiceprezydent Itamar Franco.
  - Na plaży w pobliżu stolicy Sierra Leone Freetown rozstrzelano 27 oficerów i polityków Kongresu Ogólnoludowego, oskarżonych o przygotowywanie zamachu stanu.
- 1994 – 57 osób zginęło, a 19 zostało rannych w katastrofie należącego do Turkish Airlines Boeinga 737 we wschodniej Turcji.
- 1995 – Uruchomiono metro w Dniepropetrowsku na Ukrainie.
- 1996 – Rząd Gwatemali i lewicowa partyzantka podpisały układ pokojowy kończący trwającą 36 lat wojnę domową.
- 1997:
  - Milan Milutinović został prezydentem Serbii.
  - W celu zapobieżenia rozprzestrzenianiu się wirusa ptasiej grypy w Hongkongu rozpoczęto wybijanie wszystkich kur.
- 1998 – Czerwoni Khmerzy przeprosili za zbrodnie popełnione czasie swych rządów w Kambodży.
- 2001 – 291 osób zginęło w wyniku pożaru centrum handlowego Mesa Redonda w stolicy Peru Limie.
- 2003:
  - Na Półwyspie Kolskim w północnej Rosji zmarł ostatni użytkownik języka akkala.
  - Wojna domowa w Burundi: w stolicy kraju Bużumburze został zamordowany przez rebeliantów z plemienia Hutu nuncjusz apostolski abp Michael Courtney.
- 2006 – Populacja Nigerii osiągnęła 140 milionów.
- 2008 – Prezydent Somalii Abdullahi Jusuf ustąpił ze stanowiska.
- 2010:
  - Igor Lukšić został premierem Czarnogóry.
  - W Algierii rozpoczęły się protesty społeczne.
- 2012 – 5 osób zginęło, a 3 zostały ranne w katastrofie samolotu Tu-204 na lotnisku Wnukowo w Moskwie.
- 2013:
  - 18 osób zginęło, a około 50 zostało rannych w wyniku samobójczego zamachu bombowego na budynek dworca kolejowego w rosyjskim Wołgogradzie.
  - Były niemiecki kierowca Formuły 1 Michael Schumacher został ciężko ranny w wypadku na nartach we francuskich Alpach.
- 2015:
  - Mamady Youla został premierem Gwinei.
  - Roch Marc Christian Kaboré został prezydentem Burkiny Faso.
- 2016 – USA wydaliły 35 rosyjskich dyplomatów w ramach sankcji za ingerowanie przez Rosję w amerykańskie wybory prezydenckie.
- 2019 – W drugiej turze wyborów prezydenckich w Gwinei Bissau Umaro Sissoco Embaló pokonał Domingosa Simoesa Pereirę.
- 2020 – W trzęsieniu ziemi w centralnej Chorwacji zginęło 7 osób, a 26 zostało rannych.
- 2022 – Binjamin Netanjahu został po raz szósty premierem Izraela.
- 2024:
  - 179 osób zginęło, a 2 zostały ranne w katastrofie należącego do południowokoreańskich linii lotniczych Jeju Air Boeinga 737, do której doszło podczas awaryjnego lądowania w Muan.
  - Micheil Kawelaszwili został prezydentem Gruzji.

## Urodzili się
- 1552 – Henryk Burbon, książę de Condé (zm. 1588)
- 1628 – Giacomo Rospigliosi, włoski kardynał (zm. 1684)
- 1633 – Jan Morawski, polski jezuita, kaznodzieja, pisarz teologiczny, nauczyciel (zm. 1700)
- 1642 – Michelangelo Falvetti, włoski kompozytor (zm. 1692)
- 1646 – Philips van Almonde, holenderski admirał (zm. 1711)
- 1671 – Krystyna Eberhardyna Hohenzollernówna, elektorowa Saksonii, niekoronowana królowa Polski (zm. 1727)
- 1695 – Jean-Baptiste Pater, francuski malarz (zm. 1736)
- 1696:
  - Jakob Buchholtz, spiskoniemiecki rzemieślnik, badacz Tatr (zm. 1758)
  - Otto Fleming, szwedzki polityk, wojskowy, dyplomata (zm. 1778)
- 1709 – Elżbieta Romanowa, cesarzowa Rosji (zm. 1762)
- 1720 – Johann Heinrich von Carmer, pruski prawnik (zm. 1801)
- 1721 – Madame Pompadour, francuska arystokratka, metresa króla Ludwika XV (zm. 1764)
- 1740 – Jan Jakub Symonowicz, polski duchowny ormiańskokatolicki, arcybiskup lwowski pochodzenia ormiańskiego (zm. 1816)
- 1746 – Saverio Cassar, gozański duchowny katolicki, patriota, gubernator generalny niepodległego Gozo (zm. 1805)
- 1759 – Julius Caesar Ibbetson, brytyjski malarz (zm. 1817)
- 1760 – Stevens Thomson Mason, amerykański prawnik, wojskowy, polityk, senator (zm. 1803)
- 1766 – Charles Macintosh, szkocki chemik, wynalazca (zm. 1843)
- 1768 – Charles-Louis-Dieudonne Grandjean, francuski generał (zm. 1828)
- 1775 – Carlo Rossi, włoski architekt (zm. 1849)
- 1779 – Tommaso Bernetti, włoski kardynał, gubernator Rzymu (zm. 1852)
- 1781 – Silvestro Belli, włoski duchowny katolicki, biskup Jesi, kardynał (zm. 1844)
- 1788:
  - Christian Jürgensen Thomsen, duński archeolog (zm. 1865)
  - Tomás de Zumalacárregui, hiszpański generał (zm. 1835)
- 1790:
  - Tomasz Dziekoński, polski literat, pedagog, autor podręczników szkolnych (zm. 1875)
  - Tomasz Kantorbery Tymowski, polski poeta, tłumacz, polityk, wolnomularz (zm. 1850)
  - Tomasz Zieliński, polski podpułkownik w służbie rosyjskiej (zm. 1869)
- 1792 – Archibald Alison, szkocki arystokrata, historyk, prawnik (zm. 1867)
- 1796 – Johann Christian Poggendorff, niemiecki fizyk (zm. 1877)
- 1800 – Charles Goodyear, amerykański wynalazca, przedsiębiorca (zm. 1860)
- 1806 – Maria Adeodata Pisani, włoska benedyktynka, błogosławiona (zm. 1855)
- 1808:
  - György Apponyi, węgierski hrabia, polityk (zm. 1899)
  - Andrew Johnson, amerykański polityk, wiceprezydent i prezydent USA (zm. 1875)
  - Joaquin Masmitja y de Puig, hiszpański duchowny katolicki, Sługa Boży (zm. 1886)
- 1809:
  - William Ewart Gladstone, brytyjski polityk, premier Wielkiej Brytanii (zm. 1898)
  - Albert Pike, amerykański poeta, dziennikarz, prawnik wojskowy, wolnomularz (zm. 1891)
- 1811 – Franciszek od Jezusa, Maryi, Józefa Palau y Quer, hiszpański karmelita, błogosławiony (zm. 1872)
- 1813 – Alexander Parkes, brytyjski metalurg, wynalazca (zm. 1890)
- 1816 – Carl Ludwig, niemiecki psycholog (zm. 1895)
- 1820 – Tytus Chałubiński, polski lekarz, taternik, badacz Tatr (zm. 1889)
- 1823 – Augusta Theodosia Drane, brytyjska dominikanka, pisarka (zm. 1894)
- 1835 – Hermann Loebl, austro-węgierski polityk (zm. 1907)
- 1838 – Geza Kuun, węgierski lingwista, filolog, orientalista (zm. 1905)
- 1843 – Elżbieta, królowa Rumunii (zm. 1916)
- 1845 – Tomasz Chmieliński, polski podporucznik, weteran powstania styczniowego (zm. 1944)
- 1846:
  - Josef Demmel, niemiecki biskup starokatolicki (zm. 1913)
  - Maurice Rollinat, francuski poeta (zm. 1903)
- 1847 – Seweryn Obst, polski malarz, ilustrator, etnograf (zm. 1917)
- 1849 – Gyula Donáth, węgierski psychiatra, neurolog (zm. 1944)
- 1850 – Tomás Bretón, hiszpański kompozytor, dyrygent, pedagog (zm. 1923)
- 1851 – Edward Przewóski, polski adwokat, polityk, publicysta, krytyk literacki (zm. 1895)
- 1854 – Solon Irving Bailey, amerykański astronom (zm. 1931)
- 1855:
  - Łazar Minor, rosyjski neurolog pochodzenia żydowskiego (zm. 1942)
  - August von Trott zu Solz, niemiecki polityk (zm. 1938)
- 1856 – Thomas Joannes Stieltjes, holenderski matematyk (zm. 1894)
- 1857 – Jan (Smirnow), rosyjski biskup prawosławny (zm. 1918)
- 1859 – Venustiano Carranza, meksykański polityk, prezydent Meksyku (zm. 1920)
- 1861 – Kurt Hensel, niemiecki matematyk, wykładowca akademicki (zm. 1941)
- 1863:
  - Eugeniusz de Henning-Michaelis, polski generał dywizji, polityk (zm. 1939)
  - Victor Lardanchet, francuski rugbysta (zm. ?)
- 1864 – Joan Baptista Benlloch i Vivó, hiszpański duchowny katolicki, biskup La Seu d’Urgell i współksiążę episkopalny Andory, arcybiskup Burgos, kardynał (zm. 1926)
- 1865 – Wołodymyr Decykewycz, ukraiński prawnik, samorządowiec, polityk, senator RP (zm. 1949)
- 1866 – Wilhelm Poeck, niemiecki pisarz (zm. 1933)
- 1867 – Annie Montague Alexander, amerykańska zoolog, paleontolog (zm. 1950)
- 1869 – Adam Małkowski, polski działacz ludowy (zm. 1938)
- 1870 – Albert Amrhein, niemiecki rugbysta (zm. 1945)
- 1871 – William Thomas Calman, szkocki zoolog (zm. 1952)
- 1872 – Helena Rolandowa, polska aktorka (zm. 1952)
- 1873 – Charles Guérin, francuski poeta, prozaik, krytyk literacki (zm. 1907)
- 1876 – Pau Casals, kataloński wiolonczelista, kompozytor, dyrygent (zm. 1973)
- 1879:
  - Giovanni DeCecca, działacz religijny, członek zarządu Towarzystwa Strażnica Świadków Jehowy (zm. 1965)
  - Ellen Gleditsch, norweska chemik (zm. 1968)
  - Witold Wojtkiewicz, polski malarz (zm. 1909)
- 1880 – William Harley, amerykański przedsiębiorca (zm. 1943)
- 1881 – Jess Willard, amerykański bokser (zm. 1968)
- 1882:
  - Jean-Marie Aubin, francuski duchowny katolicki, marista, misjonarz, wikariusz apostolski Południowych Wysp Salomona (zm. 1967)
  - Kazimierz Sykulski, polski duchowny katolicki, poseł na Sejm Ustawodawczy, męczennik, błogosławiony (zm. 1941)
- 1883 – Stiepan Wostriecow, radziecki dowódca wojskowy (zm. 1932)
- 1884 – Ansas Baltris, litewski działacz społeczny w Prusach Wschodnich, dziennikarz, duchowny ewangelicko–augsburski (zm. 1954)
- 1885: 
  - Lili Bech, duńska aktorka (zm. 1939)
  - Józef Kramarz, polski działacz komunistyczny (zm. 1963)
- 1886 – Arthur Wilson, brytyjski rugbysta (zm. 1917)
- 1889 – Dawid Uribe Velasco, meksykański duchowny katolicki, męczennik, święty (zm. 1927)
- 1890:
  - Mieczysław Kłapa, polski nauczyciel, inspektor szkolny, powstaniec śląski, radny i wiceprezydent Katowic (zm. 1963)[3][4]
  - Albert Willimsky, niemiecki duchowny katolicki, przeciwnik i ofiara nazizmu (zm. 1940)
- 1891:
  - Béla Imrédy, węgierski polityk, premier Węgier (zm. 1946)
  - George Marshall, amerykański reżyser filmowy (zm. 1975)
- 1892:
  - Ludomił Rayski, polski generał pilot (zm. 1977)
  - Jadwiga Karolina Żak, polska nazaretanka, męczennica z Nowogródka, błogosławiona (zm. 1943)
- 1893:
  - Agne Holmström, szwedzki lekkoatleta, sprinter i skoczek wzwyż (zm. 1949)
  - Hanna Wierbłowska, polska major MBP, działaczka komunistyczna pochodzenia żydowskiego (zm. 1964)
- 1895 – Jerzy Hryniewski, polski polityk, premier RP na uchodźstwie (zm. 1978)
- 1896:
  - David Alfaro Siqueiros, meksykański malarz (zm. 1974)
  - Oswald Kabasta, austriacki dyrygent (zm. 1946)
- 1897 – Hermann Heiss, niemiecki kompozytor, pedagog i teoretyk muzyki (zm. 1966)
- 1899:
  - Franciszek Litwin, polski lekarz, polityk, minister zdrowia (zm. 1965)
  - Nie Rongzhen, chiński dowódca wojskowy, marszałek, polityk, pisarz (zm. 1992)
  - Leo Weisgerber, niemiecki językoznawca (zm. 1985)
- 1900 – Nic Hoydonckx, belgijski piłkarz (zm. 1985)
- 1901 – Emanuel Löffler, czechosłowacki gimnastyk (zm. 1986)
- 1902:
  - Julian Alfred, hiszpański lasalianin, męczennik, święty (zm. 1934)
  - Inge Jaeger-Uhthoff, niemiecka rzeźbiarka (zm. 1995)
  - Henryk Wars, polski kompozytor, pianista, dyrygent pochodzenia żydowskiego (zm. 1977)
- 1903 – Candido Portinari, brazylijski malarz (zm. 1962)
- 1904:
  - Aleksander Mazurek, polski kierowca rajdowy (zm. ?)
  - Witold Zechenter, polski poeta, satyryk, tłumacz (zm. 1978)
- 1906:
  - Wasilij Archipow, radziecki generał pułkownik wojsk pancernych (zm. 1985)
  - Henry Rene, amerykański muzyk (zm. 1993)
  - Tadeusz Unkiewicz, polski dziennikarz, popularyzator nauki (zm. 1959)
- 1908:
  - Helmut Gollwitzer, niemiecki teolog (zm. 1993)
  - George Mills, angielski piłkarz (zm. 1970)
- 1909:
  - Aszot Kasparow, radziecki major pilot (zm. 1993)
  - Andrzej Nowicki, polski poeta, satyryk, tłumacz (zm. 1986)
- 1910:
  - Ronald Coase, brytyjski ekonomista, laureat Nagrody Banku Szwecji im. Alfreda Nobla w dziedzinie ekonomii (zm. 2013)
  - Ruth Hall, amerykańska aktorka (zm. 2003)
  - Gunnar Thoroddsen, islandzki prawnik, dyplomata, samorządowiec, polityk (zm. 1983)
- 1911:
  - Claire Dodd, amerykańska aktorka (zm. 1973)
  - Klaus Fuchs, niemiecki fizyk (zm. 1988)
- 1912:
  - Pierluigi Sartorelli, włoski duchowny katolicki, arcybiskup, nuncjusz apostolski (zm. 1996)
  - Luís Torras Martínez, hiszpański malarz, superstulatek (zm. 2024)
  - Jan Trzynadlowski, polski teoretyk i historyk literatury, wydawca (zm. 1995)
  - Juliusz Znamierowski, polski pisarz, scenarzysta telewizyjny (zm. 1998)
- 1913 – Władysław Pilawski, polski pułkownik pożarnictwa, członek ruchu oporu podczas II wojny światowej (zm. 2017)
- 1914 – Billy Tipton, amerykański muzyk jazzowy (zm. 1989)
- 1915:
  - Stanisław Broniewski, polski ekonomista, harcmistrz, naczelnik Szarych Szeregów (zm. 2000)
  - Paul W. McCracken, amerykański ekonomista (zm. 2012)
  - Balyş Öwezow, turkmeński i radziecki polityk (zm. 1975)
- 1916:
  - Tomasz Jasiński, polski hokeista (zm. 1998)
  - Rafał Praga, polski dziennikarz, polityk, poseł na Sejm Ustawodawczy (zm. 1953)
- 1917:
  - David Hampshire, brytyjski kierowca wyścigowy (zm. 1990)
  - Ramanand Sagar, indyjski, reżyser, scenarzysta i producent filmowy (zm. 2005)
  - Kalman Segal, polsko-izraelski poeta, prozaik dziennikarz (zm. 1980)
- 1918 – Wojciech Domżalski, polski geofizyk, inżynier górnik (zm. 1997)
- 1919:
  - Antoni Gołaś, polski zapaśnik, trener (zm. 2003)
  - Edward Jarczyński, polski koszykarz (zm. 1989)
- 1920:
  - Josefa Iloilo, fidżyjski polityk, prezydent Fidżi (zm. 2011)
  - Ludwik Jerzy Kern, polski pisarz, satyryk (zm. 2010)
  - Viveca Lindfors, szwedzka aktorka (zm. 1995)
  - Romuald Rak, polski duchowny katolicki, infułat (zm. 2003)
- 1921:
  - Dobrica Ćosić, serbski pisarz, polityk, pierwszy prezydent Federalnej Republiki Jugosławii (zm. 2014)
  - Vladka Meed, polsko-żydowska działaczka ruchu oporu w czasie II wojny światowej, kurierka ŻOB, pamiętnikarka, działaczka społeczna (zm. 2012)
- 1922:
  - William Gaddis, amerykański pisarz (zm. 1998)
  - Jerzy Gottfried, polski architekt (zm. 2017)
  - Jakub Honigsman, ukraiński historyk, ekonomista (zm. 2008)
  - Eugeniusz Szyfner, polski działacz społeczny, Sprawiedliwy wśród Narodów Świata (zm. 2017)
- 1923:
  - Tomasz Dybowski, polski prawnik (zm. 2009)
  - Charles Grenzbach, amerykański filmowiec, specjalista dźwięku (zm. 2004)
  - Dina Merrill, amerykańska aktorka (zm. 2017)
- 1924:
  - Kim Sŏng Ae, północnokoreańska pierwsza dama (zm. 2014)
  - Jerzy Kłoczowski, polski historyk, polityk, senator RP (zm. 2017)
  - Marian Skałkowski, polski architekt (zm. 2015)
- 1925:
  - Jay Chamberlain, amerykański kierowca wyścigowy (zm. 2001)
  - Keshav Dutt, indyjski hokeista na trawie (zm. 2021)
  - Luis Alberto Monge, kostarykański związkowiec, polityk, prezydent Kostaryki (zm. 2016)
  - Zbigniew Pełczyński, polski filozof (zm. 2021)
  - István Szondy, węgierski pięcioboista nowoczesny, jeździec sportowy (zm. 2017)
- 1926:
  - Tatjana Sazonowa, rosyjska montażystka, twórczyni filmów animowanych (zm. 2011)
  - Eddy Tiel, holenderski hokeista na trawie (zm. 1993)
  - Alicja Wirth-Przybora, polska scenograf (zm. 2000)
- 1927:
  - Andy Stanfield, amerykański lekkoatleta, sprinter (zm. 1985)
  - Giovanni Zerbini, włoski duchowny katolicki, biskup Guarapuavy w Brazylii
- 1928:
  - Bernard Cribbins, brytyjski aktor (zm. 2022)
  - Santiago Vernazza, argentyński piłkarz (zm. 2017)
- 1929:
  - Jaime Gómez, meksykański piłkarz, bramkarz (zm. 2008)
  - Tadeusz Hilczer, polski fizyk, nauczyciel akademicki
  - Matt Murphy, amerykański gitarzysta bluesowy (zm. 2018)
  - Gerhard Helbig, niemiecki językoznawca, germanista (zm. 2008)
  - Galina Minaiczewa, rosyjska gimnastyczka sportowa (zm. 2025)
- 1930:
  - Guillermo Díaz Zambrano, chilijski piłkarz (zm. 1997)
  - Władimir Ryżkin, rosyjski piłkarz (zm. 2011)
- 1931:
  - Edward Etler, polski reżyser i scenarzysta filmowy, dziennikarz pochodzenia żydowskiego
  - Jan Kazimierz Łojan, polski autor tekstów piosenek (zm. 1992)
- 1932:
  - José Belvino do Nascimento, brazylijski duchowny katolicki, biskup Divinópolis (zm. 2019)
  - Eileen Desmond, irlandzka polityk (zm. 2005)
  - Eva Rönström, szwedzka gimnastyczka (zm. 2021)
  - Walter Schröder, niemiecki wioślarz (zm. 2022)
- 1933:
  - Zenta Kopp, niemiecka lekkoatletka, sprinterka
  - Norman Morrison, amerykański kwakr (zm. 1965)
  - Antoni Tołkaczewski, polski pływak, prawnik (zm. 2021)
- 1934:
  - Jan Sylwester Drost, polski plastyk, projektant wzornictwa przemysłowego, technolog szkła (zm. 2024)
  - Władimir Safronow, rosyjski bokser (zm. 1979)
  - Walentina Stienina, rosyjska łyżwiarka szybka
- 1935 – Stylian (Harkianakis), grecki duchowny prawosławny, arcybiskup Australii (zm. 2019)
- 1936:
  - Tony Buck, brytyjski zapaśnik (zm. 2021)
  - Szymon Krasicki, polski trener biegów narciarskich
  - Mary Tyler Moore, amerykańska aktorka (zm. 2017)
- 1937:
  - Maumun ̓Abdul Gajum, malediwski polityk, prezydent Malediwów
  - Anna Jekiełek, polska scenografka, kostiumografka, dekoratorka wnętrz (zm. 2021)
  - Barbara Steele, brytyjska aktorka, producentka filmowa
- 1938:
  - Maria Manuela Portugal Eanes, portugalska pierwsza dama
  - Feridun Erol, polski reżyser, scenarzysta i operator filmowy (zm. 2024)
  - Helmut Kelleners, niemiecki kierowca wyścigowy
  - Kader Rahman, hongkoński hokeista na trawie (zm. 2024)
  - Gianluigi Saccaro, włoski szpadzista (zm. 2021)
  - Jon Voight, amerykański aktor, reżyser, scenarzysta i producent filmowy pochodzenia słowacko-niemieckiego
- 1939:
  - Konrad Fiałkowski, polski informatyk, cybernetyk, pisarz science fiction (zm. 2020)
  - Giancarlo Guerrini, włoski piłkarz wodny (zm. 2025)
  - Urszula Plewka-Schmidt, polska artystka, pedagog (zm. 2008)
  - Jānis Skredelis, łotewski trener piłkarski (zm. 2019)
- 1940:
  - Néstor Combin, francuski piłkarz pochodzenia argentyńskiego
  - Fred Hansen, amerykański lekkoatleta, tyczkarz
  - Magdalene Hoff, niemiecka polityk, eurodeputowana (zm. 2017)
- 1941:
  - Daphne Arden, brytyjska lekkoatletka, sprinterka
  - Tarita Teriipia, francuska aktorka pochodzenia polinezyjskiego
  - Ray Thomas, brytyjski muzyk, kompozytor, wokalista, członek zespołu The Moody Blues (zm. 2018)
  - Jerzy Troska, polski duchowny katolicki, teolog, profesor nauk teologicznych (zm. 2023)
- 1942:
  - Wsiewołod Abdułow, rosyjski aktor (zm. 2002)
  - Rick Danko, kanadyjski muzyk, wokalista, członek zespołu The Band (zm. 1999)
  - Steve Hanke, amerykański ekonomista
  - Óscar Andrés Rodríguez Maradiaga, honduraski duchowny katolicki, arcybiskup Tegucigalpy, kardynał
- 1943 – Wilhelm Kubica, polski gimnastyk
- 1944 – Gilbert Adair, brytyjski pisarz, krytyk literacki, dziennikarz (zm. 2011)
- 1945:
  - Bogusław Michnik, polski poeta, fotograf
  - Sergiusz Sachno, polski fotograf (zm. 2024)
  - Nico Schouten, holenderski szachista, aktywista polityczny
- 1946:
  - Marianne Faithfull, brytyjska piosenkarka, autorka tekstów, aktorka (zm. 2025)
  - Tim Johnson, amerykański polityk, senator (zm. 2024)
  - Ryszard Polak, polski piłkarz, trener
- 1947:
  - Ted Danson, amerykański aktor, producent filmowy
  - Jerzy Falandysz, polski profesor nauk rolniczych
  - Thomas Huschke, niemiecki kolarz torowy i szosowy
  - Cozy Powell, brytyjski perkusista, członek zespołów: Jeff Beck Group i Rainbow (zm. 1998)
- 1948:
  - Joanna Orzeszkowska, polska aktorka (zm. 2013)
  - Peter Robinson, północnoirlandzki polityk
- 1949 – Isaltino Morais, portugalski prawnik, samorządowiec, polityk
- 1950:
  - Géza Csapó, węgierski kajakarz (zm. 2022)
  - Andrzej Napieralski, polski inżynier elektronik, profesor nauk technicznych (zm. 2024)
  - Jon Polito, amerykański aktor (zm. 2016)
- 1951:
  - Nancy Darsch, amerykańska koszykarka, trenerka (zm. 2020)
  - Yvonne Elliman, amerykańska wokalistka, autorka tekstów, kompozytorka
  - Hilary Green, brytyjska łyżwiarka figurowa
  - Jan Janga-Tomaszewski, polski kompozytor, aktor, wokalista (zm. 2021)
  - Héctor Vargas, chilijski duchowny katolicki, biskup Temuco (zm. 2022)
- 1952:
  - Joanna Bartel, polska aktorka, artystka kabaretowa, wokalistka
  - Joe Lovano, amerykański saksofonista jazzowy, kompozytor
- 1953:
  - Gali Atari, izraelska piosenkarka, aktorka
  - Thomas Bach, niemiecki szermierz, działacz sportowy, przewodniczący MKOl
  - Grzegorz Baran, polski kierowca i pilot rajdowy
  - Ryszard Nowak, polski urzędnik, samorządowiec, polityk, poseł na Sejm RP
  - Matthias Platzeck, niemiecki polityk
  - Kate Schmidt, niemiecka lekkoatletka, oszczepniczka
  - Stanley Williams, amerykański gangster (zm. 2005)
- 1954:
  - Lars Erik Eriksen, norweski biegacz narciarski
  - Eugeniusz Grzeszczak, polski samorządowiec, polityk, poseł na Sejm RP, wicemarszałek
  - Takamado, japoński książę, prawnik (zm. 2002)
- 1955:
  - Theo Doyer, holenderski hokeista na trawie (zm. 2010)
  - Angelo Farrugia, maltański policjant, prawnik, polityk
  - Donald D. Hoffman, amerykański psycholog, wykładowca akademicki
  - Urszula Kiebzak, polska aktorka
  - Anne-Christine Poisson, francuska działaczka związkowa, polityk, eurodeputowana
  - Petr Rímský, czeski komik, piosenkarz, gitarzysta
  - Piotr Szkudelski, polski perkusista, członek zespołu Perfect (zm. 2022)
  - Jan Versleijen, holenderski trener piłkarski
- 1956:
  - Marek Mozgawa, polski prawnik
  - Zbigniew Szkutnik, polski matematyk
- 1957:
  - Bruce Beutler, amerykański immunolog, genetyk, laureat Nagrody Nobla
  - Oliver Hirschbiegel, niemiecki reżyser telewizyjny i filmowy
  - Robert Mamątow, polski przedsiębiorca, polityk, senator RP
  - Paul Rudnick, amerykański dramatopisarz, scenarzysta filmowy
- 1958:
  - Lakhdar Belloumi, algierski piłkarz, trener
  - Nancy J. Currie, amerykańska pilotka wojskowa, inżynier, astronautka
  - Elonka Dunin, amerykańska programistka gier komputerowych, pisarka, kryptolog pochodzenia polsko-chorwackiego
  - Sigitas Jakubauskas, litewski piłkarz, trener
  - Bobby Weaver, amerykański zapaśnik
  - Ewa Więckowska, polska lekarka, polityk, poseł na Sejm RP
- 1959:
  - Patricia Clarkson, amerykańska aktorka
  - John Helt, duński piłkarz
  - László Kövér, węgierski polityk, przewodniczący Zgromadzenia Narodowego
- 1960:
  - Carola Anding, niemiecka biegaczka narciarska
  - Kayoko Kishimoto, japońska aktorka
  - Thomas Lubanga, kenijski watażka
- 1961:
  - Malcolm Brough, australijski polityk
  - Grzegorz Kucias, polski aktor, piosenkarz
  - Sylwia Stanny, polska kajakarka
  - Ilija Wyłow, bułgarski piłkarz, bramkarz, trener (zm. 2024)
- 1962:
  - Jari Europaeus, fiński piłkarz
  - Carles Puigdemont, kataloński dziennikarz, samorządowiec, polityk
  - Siergiej Riachowski, rosyjski seryjny morderca (zm. 2005)
  - Wynton Rufer, nowozelandzki piłkarz, trener
  - Devon White, jamajski baseballista
  - Barry Wilmore, amerykański inżynier, astronauta
- 1963:
  - Dariusz Bachalski, polski przedsiębiorca, polityk, poseł na Sejm RP
  - Barbara Berta, szwajcarska piosenkarka
  - Ulf Kristersson, szwedzki polityk, premier Szwecji
  - Dave McKean, brytyjski grafik, ilustrator, reżyser filmów animowanych
  - Luis Carlos Perea, kolumbijski piłkarz
  - Graciano Rocchigiani, niemiecki bokser pochodzenia włoskiego (zm. 2018)
- 1964:
  - Jacek Bayer, polski piłkarz, trener
  - Michael Cudlitz, amerykański aktor
  - Christine Leunens, nowozelandzka pisarka
- 1965:
  - Dariusz Bereski, polski aktor, poeta
  - Dexter Holland, amerykański wokalista, gitarzysta, członek zespołu The Offspring
  - John Newton, amerykański aktor
- 1966:
  - Chris Barnes, amerykański wokalista, autor tekstów, producent muzyczny, członek zespołów: Cannibal Corpse i Six Feet Under
  - Stefano Eranio, włoski piłkarz
  - Jason Gould, amerykański aktor, reżyser, scenarzysta i producent filmowy
  - Alexandra Kamp, niemiecka aktorka
  - Danilo Pérez, panamski pianista i kompozytor jazzowy
  - Heimo Pfeifenberger, austriacki piłkarz
  - Waldemar Wrona, polski polityk, poseł Sejm RP
- 1967:
  - Rajmund Andrzejczak, polski generał dywizji, szef Sztabu Generalnego Wojska Polskiego
  - James McTeigue, australijski reżyser filmowy
  - Dirk Schuster, niemiecki piłkarz, trener
  - Evan Seinfeld, amerykański wokalista, basista, członek zespołów: Biohazard, Damnocracy i Attika7, aktor, reżyser, scenarzysta i producent filmów pornograficznych pochodzenia żydowskiego
  - Lilly Wachowski, amerykańska reżyserka i producentka filmowa, pisarka pochodzenia polskiego
  - Thorsten Weidner, niemiecki florecista
  - Ihor Żdanow, ukraiński polityk
- 1968:
  - Georges Lignon, iworyjski piłkarz
  - Peter Dzúrik, słowacki piłkarz (zm. 2010)
  - Peter Runggaldier, włoski narciarz alpejski
- 1969:
  - Tomasz Bednarek, polski aktor
  - Jennifer Ehle, amerykańska aktorka
  - Allan McNish, szkocki kierowca wyścigowy
  - Adam Perry, brytyjski perkusista, członek zespołów: A i Bloodhound Gang
  - Jason Perry, brytyjski gitarzysta, wokalista, autor tekstów, producent muzyczny, członek zespołu A
  - Andrzej Walter, polski poeta, prozaik, publicysta, krytyk literacki, fotograf
  - Nelė Žilinskienė, litewska lekkoatletka, skoczkini wzwyż
- 1970:
  - Dallas Austin, amerykański muzyk, kompozytor, producent muzyczny
  - Carin ter Beek, holenderska wioślarka
  - Enrico Chiesa, włoski piłkarz
  - Katarzyna Jeż, polska piłkarka ręczna
  - Kevin Weisman, amerykański aktor
- 1971:
  - Niclas Alexandersson, szwedzki piłkarz
  - Frank Amankwah, ghański piłkarz
  - Marek Andrzejewski, polski bard, poeta
  - Anna Chrapusta, polska lekarz, specjalistka chirurgii plastycznej
  - Dominic Dale, walijski snookerzysta
  - Bogdan Olteanu, rumuński prawnik, polityk
  - Kamil Śmiałkowski, polski dziennikarz, publicysta, scenarzysta komiksowy
- 1972:
  - Jaromír Blažek, czeski piłkarz, bramkarz
  - Luca Boschi, sanmaryński polityk, kapitan regent San Marino
  - Andreas Dackell, szwedzki hokeista, trener
  - David Fumero, kubańsko-amerykański aktor, model
  - Losseni Konaté, iworyjski piłkarz, bramkarz
  - Jason Kreis, amerykański piłkarz, trener
  - Jude Law, brytyjski aktor, reżyser i producent filmowy
  - Jewhen Nyszczuk, ukraiński aktor, polityk
  - Wilhelm Sasnal, polski malarz, autor filmów
  - Leonor Varela, chilijska aktorka, producentka telewizyjna i filmowa
  - Anna Wróblewska, polska dziennikarka i publicystka filmowa
- 1973:
  - Pimp C, amerykański raper (zm. 2007)
  - Vincent Maddalone, amerykański baseballista, bokser pochodzenia włoskiego
  - Musa Otieno, kenijski piłkarz
  - Roman Piętakiewicz, polski aktor
- 1974:
  - O’Neil Bell, jamajski bokser (zm. 2015)
  - Tomasz Bobel, polski piłkarz, bramkarz
  - Pape Malick Diop, senegalski piłkarz
  - Andrine Flemmen, norweska narciarka alpejska
  - Brad Hodge, australijski krykiecista
  - Twinkle Khanna, bollywoodzka aktorka
  - Agata Mechlińska, polska koszykarka
  - Mekhi Phifer, amerykański aktor, reżyser i producent filmowy i telewizyjny
  - Jewgienij Tariełkin, rosyjski kosmonauta
- 1975:
  - Monika Chrząstowska, polska aktorka
  - Shawn Hatosy, amerykański aktor pochodzenia węgierskiego
  - Sławomir Kopyciński, polski samorządowiec, polityk, poseł na Sejm RP
  - Sławomir Pstrong, polski reżyser i scenarzysta telewizyjny (zm. 2015)
  - Jurij Steć, ukraiński dziennikarz, polityk
- 1976:
  - Patrycja Gola, polska piosenkarka, muzyk sesyjny
  - Silke Günther, niemiecka wioślarka
  - Csaba Hirbik, węgierski zapaśnik
  - Michal Hvorecký, słowacki pisarz, publicysta
  - Dome Karukoski, fiński reżyser i scenarzysta filmowy
  - Filip Kuba, czeski hokeista
  - Danny McBride, amerykański aktor, scenarzysta i producent filmowy
  - Jason-Shane Scott, amerykański aktor, scenarzysta filmowy
- 1977:
  - Minako Ameku, japońska piosenkarka
  - Arciom Czeladzinski, białoruski piłkarz
  - Benjamin Griveaux, francuski samorządowiec, polityk
  - Andrij Kotelnyk, ukraiński bokser
  - Katherine Moennig, amerykańska aktorka
  - Kira Nagy, węgierska tenisistka
  - Keyeno Thomas, trynidadzko-tobagijski piłkarz
- 1978:
  - Alexis Amore, peruwiańska aktorka i reżyserka filmów porno
  - Ewelina Fijołek, polska gimnastyczka sportowa, trenerka
  - Beata Kowalczyk, polska piłkarka ręczna, bramkarka
  - Angelo Taylor, amerykański lekkoatleta, sprinter
- 1979:
  - Alfonso Bassave, hiszpański aktor, producent filmowy
  - Erling Enger, norweski skoczek narciarski, trener
  - Tricia Flores, belizeńska lekkoatletka, sprinterka i skoczkini w dal
  - Jakub Hlava, czeski skoczek narciarski
  - Michał Koterski, polski aktor, prezenter telewizyjny, satyryk
  - Diego Luna, meksykański aktor, reżyser i producent filmowy
  - Moe Oshikiri, japońska modelka
  - Marcin Sekściński, polski pedagog, samorządowiec, urzędnik, wicewojewoda podlaski
  - Mark Sinyangwe, zambijski piłkarz (zm. 2011)
  - Liesbet Vindevoghel, belgijska siatkarka
- 1980:
  - Yvonne Bönisch, niemiecka judoczka
  - Marc Botenga, belgijski polityk
  - Eerik Jago, estoński siatkarz
  - Jori Mørkve, norweska biathlonistka
  - Dorus de Vries, holenderski piłkarz, bramkarz
- 1981:
  - Shizuka Arakawa, japońska łyżwiarka figurowa
  - Allan Kamanga, malawijski piłkarz
  - Erik Vlček, słowacki kajakarz
- 1982:
  - Marko Baša, czarnogórski piłkarz
  - Alison Brie, amerykańska aktorka
  - Alexandra Engelhardt, niemiecka zapaśniczka
  - Rafał Gliński, polski piłkarz ręczny
  - Alice Rohrwacher, włoska reżyserka i scenarzystka
  - Krzysztof Szałkowski, polski perkusista, klawiszowiec
  - Ewa Żyła, polska piłkarka
- 1983:
  - Davi Banda, malawijski piłkarz
  - Iván Cambar, kubański sztangista
  - Dereck Chisora, brytyjski bokser pochodzenia zimbabwejskiego
- 1984:
  - Prisilla Rivera, dominikańska siatkarka
  - Sean Stone, amerykański aktor, reżyser, operator, scenarzysta i producent filmowy
- 1985:
  - Ursina Haller, szwajcarska snowboardzistka
  - Edyta Jurkiewicz, polska brydżystka
  - Nicolas Limbach, niemiecki szablista
- 1986:
  - Ilie Cebanu, mołdawski piłkarz, bramkarz
  - Ally Maki, amerykańska aktorka
  - Sanjar Tursunov, uzbecki piłkarz pochodzenia rosyjskiego
- 1987:
  - John Brayford, angielski piłkarz
  - Gary Chauvin, francuski siatkarz
  - Kamilou Daouda, nigerski piłkarz
- 1988:
  - Nicolai Klindt, duński żużlowiec
  - Brad Knight, amerykański aktor pornograficzny (zm. 2025)
  - Rebecca Perry, amerykańska siatkarka
  - Ágnes Szávay, węgierska tenisistka
  - Yu, niemiecki gitarzysta, członek zespołu Cinema Bizarre
- 1989:
  - Jane Levy, amerykańska aktorka
  - Kei Nishikori, japoński tenisista
  - Harri Säteri, fiński hokeista
  - Sibusiso Vilakazi, południowoafrykański piłkarz
- 1990:
  - Tommaso D’Orsogna, australijski pływak pochodzenia włoskiego
  - Sofiane Hanni, algierski piłkarz
  - Łukasz Ojdana, polski pianista, kompozytor
- 1991:
  - Steven Caulker, angielski piłkarz
  - Odubel Herrera, wenezuelski baseballista
  - Laura Partenio, włoska siatkarka
  - Marta Piotrowska, polska lekkoatletka, skoczkini w dal
  - Petra Záplatová, czeska koszykarka
- 1992:
  - Rusłan Muraszow, rosyjski łyżwiarz szybki
  - Mislav Oršić, chorwacki piłkarz
  - Briante Weber, amerykański koszykarz
- 1993:
  - Ivona Dadic, austriacka lekkoatletka, wieloboistka pochodzenia chorwackiego
  - Maksym Spodyriew, polski łyżwiarz figurowy pochodzenia ukraińskiego
  - Jan Sýkora, czeski piłkarz
  - Sébastien Thill, luksemburski piłkarz
  - Tony Watt, szkocki piłkarz
- 1994:
  - Żandos Ismaiłow, kazachski zapaśnik
  - Kako, japońska księżniczka
  - Bohdan Myszenko, ukraiński piłkarz
  - Louis Schaub, austriacki piłkarz
  - Filip Zegzuła, polski koszykarz
- 1995:
  - Ross Lynch, amerykański aktor, piosenkarz, tancerz
  - Ana Pérez, hiszpańska judoczka
  - Kiriłł Prigoda, rosyjski pływak
  - Dominika Putto, polska kajakarka
- 1996:
  - Dylan Minnette, amerykański aktor, wokalista, gitarzysta, członek zespołu Wallows
  - Anna Rupprecht, niemiecka skoczkini narciarska
- 1997:
  - Amantur Ismaiłow, kirgiski zapaśnik
  - Felix Keisinger, niemiecki skeletonista
- 1998:
  - Paris Berelc, amerykańska aktorka
  - Victor Osimhen, nigeryjski piłkarz
- 1999:
  - Jusuf Ahmad Hamdi Ali Isa, egipski zapaśnik
  - Luca Rastelli, włoski kolarz szosowy
  - Andreas Skov Olsen, duński piłkarz
  - Francisco Trincão, portugalski piłkarz
- 2000:
  - Sander Vossan Eriksen, norweski skoczek narciarski
  - Dickson Job, tanzański piłkarz
  - Orkun Kökçü, turecki piłkarz
  - Pavel Šulc, czeski piłkarz
  - Eliot Vassamillet, belgijski piosenkarz
- 2001
  - Angela Dugalić, serbska koszykarka
  - Gilson Tavares, kabowerdyjski piłkarz
- 2002:
  - Hanna Aronsson Elfman, szwedzka narciarka alpejska
  - Veton Tusha, kosowski piłkarz
- 2007 – Gout Gout, australijski lekkoatleta, sprinter pochodzenia południowosudańskiego

## Zmarli
- 721 – Gemmei, cesarzowa Japonii (ur. 661)
- 908 – Abdallah ibn al-Mu’tazz, kalif z dynastii Abbasydów, poeta (ur. ok. 861)
- 1125 – Agnieszka Władysławówna, polska księżniczka, opatka (ur. 1090/91)
- 1170 – Tomasz Becket, angielski duchowny katolicki, arcybiskup Canterbury, święty (ur. ok. 1118)
- 1202 – Igor Światosławowicz, książę nowogrodzko-siewierski i czernihowski (ur. 1151)
- 1249 – Jadwiga, księżna wielkopolska (ur. ?)
- 1302 – Wisław II, książę Rugii (ur. ok. 1240)
- 1347 – Jan XIV Kalekas, patriarcha Konstantynopola, teolog (ur. 1282)
- 1380 – Elżbieta Łokietkówna, królewna polska, królowa węgierska (ur. 1305)
- 1543 – Andriej Szujski, rosyjski arystokrata (ur. ?)
- 1602 – Jacopo Corsi, włoski kompozytor, mecenas sztuki (ur. 1561)
- 1605 – John Davis, angielski żeglarz, odkrywca (ur. 1550)
- 1606 – Stefan Bocskay, książę Siedmiogrodu (ur. 1557)
- 1624 – Thomas Edge, angielski kupiec, wielorybnik, łowca fok (ur. 1587/88)
- 1634 – Jan Albert Waza, polski królewicz, duchowny katolicki, kardynał, biskup warmiński i krakowski (ur. 1612)
- 1669 – Marin Cureau de La Chambre, francuski fizyk, filozof (ur. 1594)
- 1680 – William Howard, angielski arystokrata, męczennik, błogosławiony (ur. 1614)
- 1689:
  - Françoise de Motteville, francuska pamiętnikarka (ur. ok. 1620)
  - Thomas Sydenham, angielski lekarz (ur. 1624)
- 1720 – Maria Margarethe Kirch, niemiecka astronom (ur. 1670)
- 1724 – Pawło Połubotok, hetman kozacki (ur. 1660)
- 1731:
  - Ludwika Hipolita Grimaldi, księżna Monako (ur. 1697)
  - Brook Taylor, angielski matematyk (ur. 1685)
- 1737 – Joseph Saurin, francuski matematyk, polityk (ur. 1659)
- 1772 – Ernest Jan Biron, książę Kurlandii i Semigalii (ur. 1690)
- 1774 – Antoniotto de Botta-Adorno, włoski arystokrata, generał, dyplomata (ur. 1688)
- 1785 – Johan Herman Wessel, norwesko-duński poeta (ur. 1742)
- 1786 – Antoni Kossakowski, polski poeta, tłumacz, polemista religijny (ur. 1718)
- 1796 – Luis de Córdova y Córdova, hiszpański admirał (ur. 1706)
- 1801 – Stanisław Antoni Tyszkiewicz, polski szlachcic, polityk (ur. 1727)
- 1808 – Luigi Valenti Gonzaga, włoski kardynał, nuncjusz apostolski (ur. 1725)
- 1809 – Stanisław Małachowski, polski hrabia, polityk, marszałek Sejmu Czteroletniego, prezes Rady Ministrów Księstwa Warszawskiego (ur. 1736)
- 1810 – Jan Drozdowski, polski komediopisarz, wolnomularz (ur. 1759)
- 1820 – Paulina Anhalt-Bernburg, księżna Lippe (ur. 1769)
- 1821 – Jean-Baptiste Dumonceau, holenderski dowódca wojskowy (ur. 1760)
- 1825 – Jacques-Louis David, francuski malarz (ur. 1748)
- 1829 – Henrietta Nassau-Weilburg, arcyksiężna austriacka, księżna cieszyńska (ur. 1797)
- 1832 – James Hillhouse, amerykański prawnik, polityk (ur. 1754)
- 1835 – Madame Sans-Gene, francuska arystokratka (ur. 1753)
- 1839:
  - Barbara Cho Chŭng-i, koreańska męczennica i święta katolicka (ur. 1782)
  - Piotr Ch’oe Ch’ang-hŭb, koreański męczennik i święty katolicki (ur. 1787)
  - Elżbieta Chŏng Chŏng-hye, koreańska męczennica i święta katolicka (ur. 1797)
  - Magdalena Han Yŏng-i, koreańska męczennica i święta katolicka (ur. 1783)
  - Benedykta Hyŏng Kyŏng-nyŏn, koreańska męczennica i święta katolicka (ur. 1794)
  - Barbara Ko Sun-i, koreańska męczennica i święta katolicka (ur. 1798)
  - Magdalena Yi Yŏng-dŏk, koreańska męczennica i święta katolicka (ur. 1811)
- 1843 – Mamert Dłuski, polski ziemianin, generał brygady (ur. 1788)
- 1846 – Alexander Barrow, amerykański polityk (ur. 1801)
- 1848 – Jan Stanisław Kutowski, polski duchowny katolicki, biskup pomocniczy chełmiński (ur. 1779)
- 1850 – Stanisław Jan Dunin Borkowski, polski mineralog, bibliotekoznawca, literat, wydawca (ur. 1782)
- 1855 – Mikołaj Górski, polski duchowny katolicki, biskup kamieniecki (ur. 1784)
- 1866 – Józef Warszewicz, polski botanik, ogrodnik, podróżnik (ur. 1812)
- 1869:
  - Victor Ruffy, szwajcarski polityk (ur. 1823)
  - Iwan Towarnyćkyj, ukraiński przedsiębiorca, kolekcjoner, polityk (ur. 1782)
- 1877 – Angelica Van Buren, amerykańska pierwsza dama (ur. 1818)
- 1883 – Francesco De Sanctis, włoski krytyk literacki (ur. 1817)
- 1884:
  - Wincenty Dunin-Marcinkiewicz, polski i białoruski poeta, dramaturg, prozaik (ur. 1808)
  - Aleksiej Uwarow, rosyjski archeolog, muzealnik (ur. 1825)
- 1887 – Roman Wierzchlejski, polski prawnik, wykładowca akademicki, dziennikarz (ur. 1825)
- 1889 – Priscilla Tyler, amerykańska pierwsza dama (ur. 1816)
- 1890:
  - Octave Feuillet, francuski prozaik, dramaturg, dziennikarz, bibliotekarz (ur. 1821)
  - Wielka Stopa, wódz Siuksów (ur. ok. 1824)
- 1891 – Leopold Kronecker, niemiecki matematyk, logik, wykładowca akademicki pochodzenia żydowskiego (ur. 1823)
- 1893 – Adolf Jellinek, austriacki rabin, uczony (ur. 1821)
- 1894:
  - Christina Rossetti, brytyjska poetka, pisarka pochodzenia włoskiego (ur. 1830)
  - Mychajło Siengalewycz, ukraiński duchowny greckokatolicki, polityk (ur. 1823)
- 1901 – Honorata Majeranowska, polska śpiewaczka operowa (sopran), aktorka (ur. ok. 1828)
- 1902 – August Łoś, polski ziemianin, polityk (ur. 1829)
- 1904 – Henri-Léopold Lévy, francuski malarz, dekorator (ur. 1840)
- 1905 – Charles Yerkes, amerykański finansista (ur. 1837)
- 1906:
  - Felice Cavagnis, włoski kardynał (ur. 1841)
  - Luigi Tripepi, włoski kardynał (ur. 1836)
  - Wilhelm Dittenberger, niemiecki filolog klasyczny (ur. 1840)
- 1907 – Stefan Bielak, polski działacz socjalistyczny pochodzenia tatarskiego (ur. 1868)
- 1910 – Reginald Doherty, brytyjski tenisista (ur. 1872)
- 1911 – Edmund Biernacki, polski neurolog, hematolog, patolog, historyk medycyny, wykładowca akademicki (ur. 1866)
- 1913 – Jadwiga Sarnecka, polska kompozytorka, pianistka (ur. 1877 lub 83)
- 1915 – Roland Morillot, francuski kapitan marynarki wojennej (ur. 1885)
- 1918 – Zygmunt Szułdrzyński, polski ziemianin, polityk (ur. 1830)
- 1919 – William Osler, kanadyjski lekarz (ur. 1849)
- 1921 – Hermann Paul, niemiecki germanista (ur. 1846)
- 1923:
  - Karl Heinisch, niemiecki malarz (ur. 1847)
  - Maria Józefa Menéndez, hiszpańska zakonnica, stygmatyczka, mistyczka, Służebnica Boża (ur. 1890)
- 1924 – Carl Spitteler, szwajcarski pisarz, laureat Nagrody Nobla (ur. 1845)
- 1925:
  - Hjalmar Christensen, norweski pisarz, krytyk literacki (ur. 1869)
  - Félix Vallotton, szwajcarski malarz (ur. 1865)
- 1926 – Rainer Maria Rilke, austriacki poeta (ur. 1875)
- 1928:
  - Franciszek Niewiadomski, polski prawnik, działacz państwowy (ur. 1860)
  - Bronislaw Onuf-Onufrowicz, rosyjsko-szwajcarsko-amerykański neurolog, neuroanatom, psychiatra, psychoanalityk pochodzenia polskiego (ur. 1863)
- 1929 – Wilhelm Maybach, niemiecki konstruktor, przemysłowiec, pionier motoryzacji (ur. 1846)
- 1931 – Stanley Lane-Poole, brytyjski archeolog, numizmatyk, historyk, orientalista (ur. 1854)
- 1933 – Ion Duca, rumuński polityk, premier Rumunii (ur. 1879)
- 1934 – Leonid Nikołajew, rosyjski działacz komunistyczny, zamachowiec (ur. 1904)
- 1935 – Awienir Konstienczik, rosyjski pułkownik, emigrant (ur. 1889)
- 1936:
  - Zygmunt Chrzanowski, polski polityk, minister spraw wewnętrznych (ur. 1872)
  - Jan Chrzciciel Ferreres Boluda, hiszpański jezuita, męczennik, błogosławiony (ur. 1861)
  - Józef Perpina Nacher, hiszpański prawnik, dziennikarz, męczennik, błogosławiony (ur. 1911)
  - Henryk Juan Requena, hiszpański duchowny katolicki, męczennik, błogosławiony (ur. 1907)
  - Izydor Wilk, polski poeta ludowy, prozaik, pieśniarz, żołnierz (ur. 1875)
- 1937 – Stefan Czarnowski, polski socjolog, folklorysta, historyk kultury, wykładowca akademicki (ur. 1879)
- 1939:
  - Guy Ballard, amerykański inżynier górniczy, działacz religijny (ur. 1878)
  - Madeleine Pelletier, francuska psychiatra, feministka (ur. 1874)
- 1940 – Bohdan Wasiutyński, polski prawnik, publicysta, polityk, senator RP (ur. 1882)
- 1941: 
  - Tullio Levi-Civita, włoski matematyk (ur. 1873)
  - Wiktor Siwek, polski duchowny rzymskokatolicki (ur. 1884)[5]
- 1942:
  - Heinz Körvers, niemiecki piłkarz ręczny, bramkarz, żołnierz (ur. 1915)
  - (lub 31 grudnia) Bolesław Mołojec, polski działacz komunistyczny, I sekretarz KC PPR (ur. 1909)
  - Władysław Osmański, polski kleryk, Sługa Boży (ur. 1917)
  - Kurt Otto, niemiecki piłkarz, trener, żołnierz (ur. 1900)
  - Hans Zehetner, austriacki piłkarz ręczny, żołnierz (ur. 1912)
- 1943:
  - Andrzej Osikowicz, polski duchowny katolicki, Sprawiedliwy wśród Narodów Świata (ur. 1900)
  - Ludwig Schneider, niemiecki architekt (ur. 1855)
- 1944:
  - Chasan Israiłow, czeczeński pisarz, dziennikarz, publicysta, przywódca powstania antysowieckiego (ur. 1910)
  - Edward Richard Jacobson, holenderski przyrodnik (ur. 1870)
  - Juliusz Gardan, polski reżyser i scenarzysta filmowy pochodzenia żydowskiego (ur. 1901)
  - Endre Steiner, węgierski szachista pochodzenia żydowskiego (ur. 1901)
  - Julie Wolfthorn, niemiecka malarka, graficzka pochodzenia żydowskiego (ur. 1864)
- 1945 – Franciszek Sakowski, polski kapitan piechoty (ur. 1898)
- 1946 – Mieczysław Popławski, polski filolog klasyczny, historyk, wykładowca akademicki (ur. 1893)
- 1948 – Józef Unierzyski, polski malarz, pedagog (ur. 1863)
- 1950:
  - Tadeusz Kołeczek, polski żużlowiec (ur. 1922)
  - Theodor Ziehen, niemiecki neurolog, psychiatra, filozof, wykładowca akademicki (ur. 1862)
- 1952:
  - Fletcher Henderson, amerykański pianista jazzowy, kompozytor, aranżer (ur. 1897)
  - Oleksandra Skoropadska, ukraińska polityk emigracyjna (ur. 1878)
- 1954 – Bolesław Fotygo-Folański, polski aktor, śpiewak operowy i operetkowy, reżyser operowy (ur. 1883)
- 1957:
  - Ernie Henry, amerykański saksofonista jazzowy (ur. 1926)
  - Václav Mrázek, czeski seryjny morderca (ur. 1925)
- 1958 – Adam Borkiewicz, polski pułkownik piechoty, członek Komendy Głównej AK, historyk wojskowości (ur. 1896)
- 1959:
  - Adrian Demianowski, polski psychiatra, wykładowca akademicki (ur. 1887)
  - Jan Piwowarczyk, polski duchowny katolicki, teolog, publicysta (ur. 1889)
- 1960 – Stanisław Petkiewicz, polski lekkoatleta, długodystansowiec, trener (ur. 1908)
- 1962:
  - József Keresztessy, węgierski gimnastyk (ur. 1885)
  - Hans Rosbaud, austriacki dyrygent, kompozytor, pianista (ur. 1895)
  - Michał (Rubinski), rosyjski biskup prawosławny (ur. 1872)
- 1964:
  - Władimir Faworski, rosyjski malarz, rzeźbiarz, grafik, scenograf, pedagog (ur. 1886)
  - Rofū Miki, japoński prozaik, dramaturg, eseista (ur. 1889)
- 1965:
  - Bruno Wenzel, niemiecki prawnik, urzędnik kolejowy (ur. 1888)
  - Kōsaku Yamada, japoński kompozytor, dyrygent (ur. 1886)
- 1966:
  - Russell Brain, niemiecki neurolog (ur. 1895)
  - Lucjan Mroczkowski, polski major piechoty (ur. 1890)
  - Oskar Seipold, niemiecki polityk komunistyczny (ur. 1889)
  - Otton Weiland, polski żeglarz, twórca polskiego żeglarstwa lodowego, konstruktor pierwszych polskich bojerów (ur. 1887)
- 1967:
  - Aage Høy-Petersen, duński żeglarz sportowy (ur. 1898)
  - Mychajło Sadowski, ukraiński pułkownik Armii Ukraińskiej Republiki Ludowej, polityk emigracyjny (ur. 1887)
  - Janusz Strachocki, polski aktor, reżyser teatralny (ur. 1892)
  - Paul Whiteman, amerykański muzyk jazzowy, kompozytor, dyrygent (ur. 1890)
  - Eric Woodward, australijski generał, polityk (ur. 1899)
- 1968:
  - Jan Rypka, czeski orientalista, wykładowca akademicki (ur. 1886)
  - Klementyna Zubrzycka-Bączkowska, polska farmaceutka, fotografka amatorka (ur. 1887)
- 1969:
  - Ricardo Adolfo de la Guardia Arango, panamski polityk, prezydent Panamy (ur. 1899)
  - Jadwiga Korniłowiczowa, polska tłumaczka, malarka, poetka (ur. 1883)
  - Michał Pieszko, polski historyk, nauczyciel (ur. 1890)
  - Władysław Skotarek, polski malarz, grafik, rzeźbiarz, urzędnik pocztowy (ur. 1894)
- 1973 – Jan Mikolášek, czeski ogrodnik, zielarz, uzdrowiciel (ur. 1887)
- 1974:
  - Iwan Beritaszwili, gruziński neurofizjolog, wykładowca akademicki (ur. 1885)
  - Łuka Kizia, radziecki dyplomata, polityk (ur. 1912)
- 1976:
  - Nadieżda Priwałowa, rosyjska animatorka, scenograf (ur. 1908)
  - Wojciech Ruszkowski, polski aktor (ur. 1897)
  - Ivo Van Damme, belgijski lekkoatleta, średniodystansowiec (ur. 1954)
- 1977 – Hugo Lahtinen, fiński lekkoatleta, wieloboista i skoczek w dal (ur. 1891)
- 1978 – George Newberry, brytyjski kolarz torowy (ur. 1917)
- 1979:
  - Andrzej Mundkowski, polski kompozytor, aranżer i pianista jazzowy (ur. 1938)
  - Wiktor Paputin, radziecki działacz państwowy i partyjny, generał porucznik służby wewnętrznej (ur. 1926)
  - Richard Tecwyn Williams, brytyjski biochemik (ur. 1909)
- 1980:
  - Tim Hardin, amerykański wokalista, gitarzysta i kompozytor folkowy (ur. 1941)
  - Nadieżda Mandelsztam, rosyjska pisarka pochodzenia żydowskiego (ur. 1899)
  - Enric Rabassa, hiszpański piłkarz, trener (ur. 1920)
- 1981:
  - Demetrio Aguilera Malta, ekwadorski pisarz, dyplomata (ur. 1909)
  - Miroslav Krleža, chorwacki pisarz (ur. 1893)
- 1982:
  - Max de Terra, szwajcarski kierowca wyścigowy (ur. 1918)
  - Irena Grajewska, polska historyk (ur. 1918)
  - Wasilij Mołokow, radziecki generał major lotnictwa (ur. 1895)
  - Roman Umiastowski, polski pułkownik dyplomowany piechoty, historyk wojskowości, pisarz (ur. 1893)
- 1983 – Jerzy Ciszewski, polski architekt, dziennikarz, wachmistrz podchorąży, oficer AK, uczestnik powstania warszawskiego (ur. 1916)
- 1984:
  - Aleksiej Duchow, radziecki kapitan, czołgista (ur. (ur. 1921)
  - Gregor Hradetzky, austriacki kajakarz, organmistrz (ur. 1909)
  - Siegfried Uiberreither, austriacki polityk nazistowski, zbrodniarz wojenny (ur. 1908)
- 1985:
  - Marian Jastrzębski, polski aktor, wokalista (ur. 1897)
  - Ján Majko, słowacki speleolog (ur. 1900)
- 1986:
  - Wenka Asenowa, bułgarska szachistka (ur. 1930)
  - Lothar Bolz, wschodnioniemiecki polityk (ur. 1903)
  - Bolesław Kobrzyński, polski poeta (ur. 1914)
  - Harold Macmillan, brytyjski arystokrata, polityk, premier Wielkiej Brytanii (ur. 1894)
  - Pietro Parente, włoski kardynał (ur. 1891)
  - Andriej Tarkowski, rosyjski aktor, scenarzysta, reżyser filmowy i teatralny (ur. 1932)
- 1987:
  - Brigitte Heinrich, niemiecka dziennikarka, polityk (ur. 1941)
  - Stanisław Igar, polski aktor (ur. 1918)
  - Larysa Mitzner, polska pisarka pochodzenia ukraińskiego (ur. 1918)
  - Jan Rybkowski, polski reżyser i scenarzysta filmowy (ur. 1912)
  - Marian Walczak, polski kolekcjoner (ur. 1926)
  - Janina Żejmo, rosyjska aktorka pochodzenia polskiego (ur. 1909)
- 1988 – Mike Beuttler, brytyjski kierowca wyścigowy (ur. 1940)
- 1989 – Axel Zarges, niemiecki prawnik, polityk (ur. 1932)
- 1990 – Aleardo Donati, włoski zapaśnik (ur. 1904)
- 1992:
  - Jaroslav Borovička, czeski piłkarz (ur. 1931)
  - Mieczysław Hoffmann, polski chemik, polityk, minister przemysłu rolnego i spożywczego, poseł na Sejm PRL (ur. 1913)
  - Yahya Kanu, sierraleoński pułkownik, polityk, szef państwa (ur. ?)
  - Władysław Poniński, polski działacz emigracyjny, prezes Związku Polskich Kawalerów Maltańskich (ur. 1921)
- 1993:
  - Axel Corti, austriacki reżyser filmowy (ur. 1933)
  - Frunzik Mykyrtczian, ormiański aktor (ur. 1930)
  - Konstantin Rusakow, radziecki polityk (ur. 1909)
- 1994:
  - Bronisław Kupczyński, polski działacz społeczny i polityczny, prezydent Wrocławia (ur. 1908)
  - Bogusław Probulski, polsko alpinista, taternik, grotołaz, ratownik górski (ur. 1953)
  - Eugen Sigg, szwajcarski wioślarz (ur. 1898)
- 1995:
  - Nello Celio, szwajcarski polityk, prezydent Szwajcarii (ur. 1914)
  - Lita Grey, amerykańska aktorka (ur. 1908)
- 1996:
  - Bogumił Ferensztajn, polski polityk, poseł na Sejm PRL, minister gospodarki przestrzennej i budownictwa (ur. 1934)
  - Mireille Hartuch, francuska piosenkarka, kompozytorka, aktorka (ur. 1906)
  - Margaret Herbison, brytyjska polityk (ur. 1907)
  - Michaił Orłow, radziecki polityk (ur. 1912)
  - Wolfgang Pietzsch, niemiecki szachista (ur. 1930)
  - Jerzy Sajko, polski scenograf filmowy, dekorator wnętrz (ur. 1939)
  - Oswald Szemerényi, węgierski językoznawca, indoeuropeista, wykładowca akademicki (ur. 1913)
- 1997:
  - Czesław Byszewski, polski aktor, lektor radiowy (ur. 1915)
  - Wanda Pachlowa, polska koszykarka (ur. 1919)
- 1998:
  - Jean-Claude Forest, francuski pisarz, autor komiksów (ur. 1930)
  - Alfred Poloczek, polski piłkarz (ur. 1929)
  - Don Taylor, amerykański reżyser filmowy, aktor (ur. 1920)
- 1999:
  - Leon Radzinowicz, brytyjski prawnik, kryminolog, wykładowca akademicki pochodzenia polskiego (ur. 1906)
  - Jerzy Waldorff, polski pisarz, publicysta, krytyk muzyczny, działacz społeczny (ur. 1910)
- 2000 – Brian Christen, kanadyjski krykiecista pochodzenia brytyjskiego (ur. 1926)
- 2001:
  - Cássia Eller, brazylijska piosenkarka (ur. 1962)
  - Florian Fricke, niemiecki pianista, kompozytor, założyciel zespołu Popol Vuh (ur. 1944)
  - Clinton D. McKinnon, amerykański polityk (ur. 1906)
- 2002 – Július Satinský, słowacki aktor (ur. 1941)
- 2003:
  - Michael Courtney, irlandzki duchowny katolicki, arcybiskup, nuncjusz apostolski (ur. 1945)
  - Ivo Frangeš, chorwacki historyk literatury, eseista, tłumacz (ur. 1920)
  - Earl Hindman, amerykański aktor (ur. 1942)
  - Dinsdale Landen, brytyjski aktor (ur. 1932)
  - Romuald Nałęcz-Tymiński, polski kontradmirał (ur. 1905)
  - Jaime de Piniés, hiszpański dyplomata (ur. 1917)
- 2004:
  - Julius Axelrod, amerykański biochemik, laureat Nagrody Nobla pochodzenia żydowskiego (ur. 1912)
  - Eugenio Garin, włoski historyk filozofii i kultury (ur. 1909)
  - Liddy Holloway, nowozelandzka aktorka (ur. 1945)
- 2006:
  - Zofia Jamry, polska aktorka (ur. 1918)
  - Andrzej Piechaczek, polski kolarz szosowy, trener, działacz sportowy (ur. 1937)
  - Błagoja Widiniḱ, macedoński piłkarz, bramkarz, trener (ur. 1934)
- 2007:
  - Wiktor Fomin, ukraiński piłkarz, trener (ur. 1929)
  - Siergiej Kwoczkin, kazachski piłkarz, trener (ur. 1938)
  - Zdzisław Lachur, polski malarz, grafik (ur. 1920)
  - Reidar Merli, norweski zapaśnik (ur. 1917)
  - Phil O’Donnell, szkocki piłkarz (ur. 1972)
- 2008 – Freddie Hubbard, amerykański trębacz jazzowy (ur. 1938)
- 2009:
  - Janina Bauman, polska pisarka (ur. 1926)
  - Marian Kaznowski, polski żużlowiec, sędzia żużlowy (ur. 1931)
  - Urszula Kołaczkowska, polska artystka plastyk (ur. 1911)
  - Akmal Shaikh, brytyjski przestępca pochodzenia pakistańskiego (ur. 1956)
- 2010:
  - Awi Kohen, izraelski piłkarz (ur. 1956)
  - Bill Erwin, amerykański aktor (ur. 1914)
  - Karin Falencki, polska aktorka, kolekcjonerka, działaczka charytatywna (ur. 1915)
- 2012:
  - Helmut Böhme, niemiecki historyk (ur. 1936)
  - Czesław Janicki, polski polityk, wicepremier, minister rolnictwa (ur. 1926)
  - Salvador Reyes, meksykański piłkarz (ur. 1936)
  - Henryk Sienkiewicz, polski polityk, inżynier górnik, pilot szybowcowy (ur. 1931)
  - Ignacy Tokarczuk, polski duchowny katolicki, arcybiskup przemyski (ur. 1918)
  - Andrzej Wilkosz, polski brydżysta (ur. 1935)
- 2013:
  - Alewtina Aparina, radziecka i rosyjska polityk (ur. 1941)
  - Wojciech Kilar, polski kompozytor, pianista (ur. 1932)
  - Biesik Kuduchow, rosyjski zapaśnik (ur. 1986)
  - Walenty Titkow, polski lekarz, polityk, działacz partyjny (ur. 1917)
- 2014:
  - Edward Grzywa, polski chemik, polityk (ur. 1933)
  - Odd Iversen, norweski piłkarz (ur. 1945)
  - Zbigniew Pitera, polski krytyk filmowy, historyk kina, dziennikarz (ur. 1918)
  - Joanna Maria Rybczyńska, polska malarka, fotografka (ur. 1960)
- 2015:
  - Kim Yang Gŏn, północnokoreański polityk (ur. 1942)
  - Elżbieta Krzesińska, polska lekkoatletka, skoczkini w dal (ur. 1934)
  - Frank Malzone, amerykański baseballista (ur. 1930)
  - Pavel Srniček, czeski piłkarz, bramkarz (ur. 1968)
- 2016:
  - Néstor Gonçalves, urugwajski piłkarz (ur. 1936)
  - Aleksander Koj, polski lekarz, biochemik (ur. 1935)
  - Bronisława Kopczyńska-Jaworska, polska etnograf, etnolog (ur. 1924)
  - Ferdi Kübler, szwajcarski kolarz szosowy (ur. 1919)
  - Jerzy Pomianowski, polski pisarz, eseista, krytyk teatralny, tłumacz (ur. 1921)
  - Wacław Zalewski, polski inżynier budowlany, konstruktor (ur. 1917)
- 2017:
  - Peggy Cummins, brytyjska aktorka (ur. 1925)
  - Dariusz Dobosz, polski dziennikarz motoryzacyjny (ur. 1962)
  - María del Carmen Franco, hiszpańska arystokratka, biografka (ur. 1926)
  - Michał Giedroyć, polski inżynier konstrukcji lotniczych, publicysta, historyk emigracyjny (ur. 1929)
  - Maria Nietyksza, polska historyk (ur. 1936)
- 2018 – Edward Latos, polski pediatra (ur. 1922)
- 2019:
  - Alasdair Gray, szkocki pisarz (ur. 1934)
  - Neil Innes, brytyjski aktor, kompozytor (ur. 1944)
  - Tomasz Sadowski, polski psycholog, działacz społeczny (ur. 1943)
  - Manfred Stolpe, niemiecki prawnik, polityk, minister transportu, budownictwa i mieszkalnictwa, premier Brandenburgii (ur. 1936)
- 2020:
  - Edmund Baranowski, polski publicysta, działacz społeczny i kombatancki, uczestnik powstania warszawskiego (ur. 1925)
  - Pierre Cardin, francuski projektant mody (ur. 1922)
  - Alexi Laiho, fiński wokalista, instrumentalista, kompozytor, członek zespołów Sinergy i Children of Bodom. (ur. 1979)
  - Gregory Ochiagha, nigeryjski duchowny katolicki, biskup Orlu (ur. 1931)
  - Corrado Olmi, włoski aktor (ur. 1926)
  - Serafin (Papakostas), grecki duchowny prawosławny, metropolita Kastorii (ur. 1959)
  - Luigi Snozzi, szwajcarski architekt (ur. 1932)
  - Jan Tajchman, polski architekt (ur. 1929)
- 2021:
  - Antoine Bonifaci, francuski piłkarz (ur. 1931)
  - Christian Gyan, ghański piłkarz (ur. 1978)
  - Jerzy Pomin, polski prawnik, adwokat, działacz opozycji antykomunistycznej, członek Trybunału Stanu (ur. 1943)
- 2022:
  - Eduard Artiemjew, rosyjski kompozytor muzyki filmowej (ur. 1937)
  - Miroslav Číž, słowacki prawnik, polityk, eurodeputowany (ur. 1954)
  - Noël Dejonckheere, belgijski kolarz torowy i szosowy (ur. 1955)
  - Gérard Gravelle, kanadyjski skoczek narciarski (ur. 1934)
  - Arata Isozaki, japoński architekt (ur. 1931)
  - Pelé, brazylijski piłkarz, działacz sportowy, polityk, minister sportu (ur. 1940)
  - Edgar Savisaar, estoński historyk, samorządowiec, polityk, burmistrz Tallinna, minister spraw wewnętrznych, premier Estonii (ur. 1950)
  - Joseph Ti-kang, tajwański duchowny katolicki, arcybiskup Tajpej (ur. 1928)
  - János Varga, węgierski zapaśnik (ur. 1939)
  - Vivienne Westwood, brytyjska projektantka mody (ur. 1941)
- 2023:
  - Greg Boester, amerykański skoczek narciarski (ur. 1968)
  - Gil de Ferran, brazylijski kierowca wyścigowy (ur. 1967)
  - Michael Hardie Boys, nowozelandzki prawnik, polityk, gubernator generalny (ur. 1931)
  - Marceli Kosman, polski historyk, eseista (ur. 1940)
  - Leszek Wosiewicz, polski reżyser i scenarzysta filmowy (ur. 1947)
- 2024:
  - Jimmy Carter, amerykański polityk, prezydent USA, laureat Pokojowej Nagrody Nobla (ur. 1924)
  - Kazimierz Galaś, polski autor tekstów piosenek (ur. 1961)
  - Tomiko Itooka, japońska superstulatka, najstarsza osoba na świecie (ur. 1908)
  - Oscar Schneider, niemiecki prawnik, polityk, minister ds. zagospodarowania przestrzennego, budownictwa i rozwoju miast (ur. 1927)